# Novembre 2017
Novembre 2017 est le 11e mois de l'année 2017.

## Évènements
- 2 novembre :

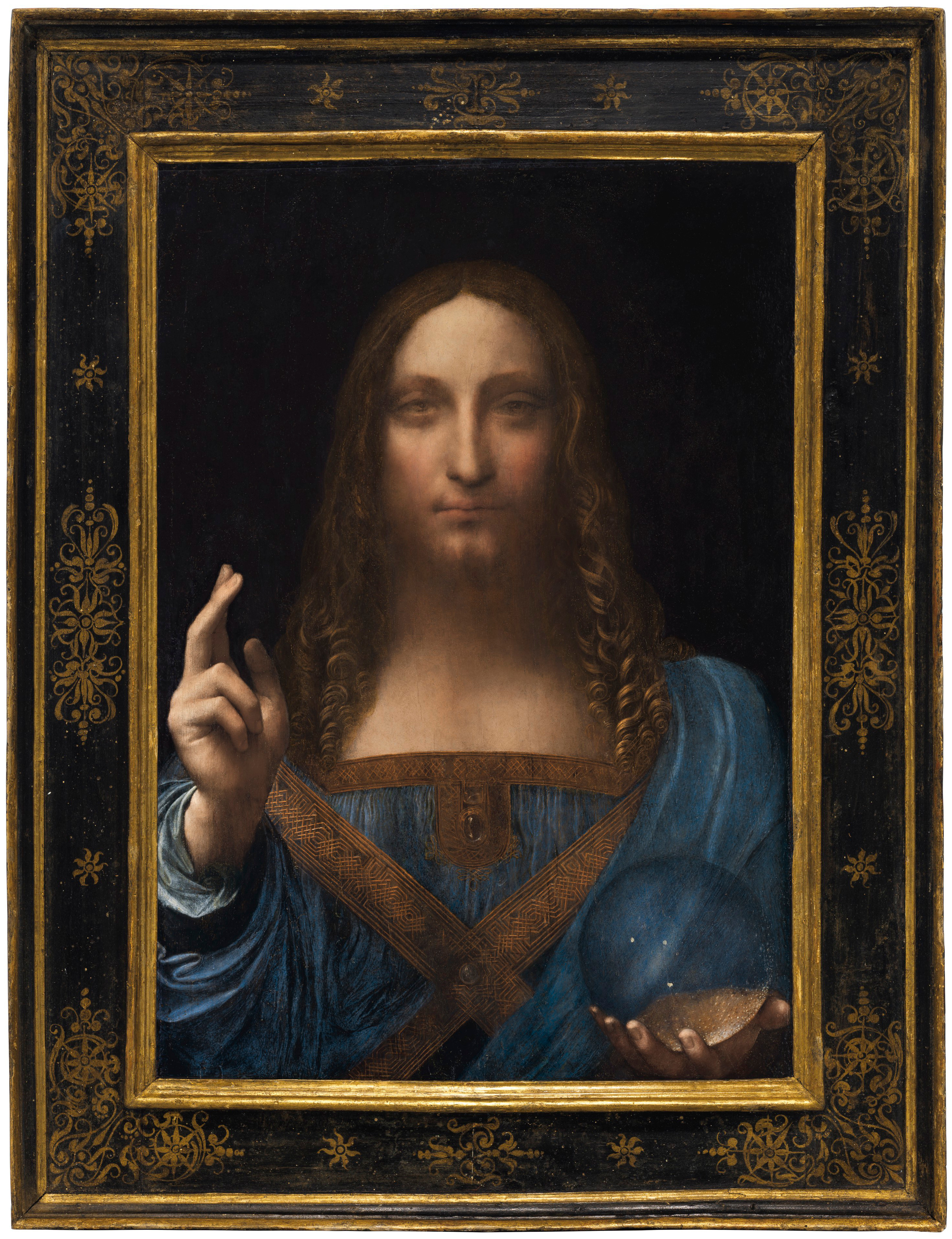
Salvator Mundi par Léonard de Vinci.

  - fin de la bataille de Deir ez-Zor en Syrie ;
  - la mission franco-égyptienne Scanpyramids annonce avoir découvert une cavité dans la pyramide de Khéops.
- 4 novembre :
  - le président du Conseil des ministres libanais, Saad Hariri, annonce sa démission ;
  - création en Arabie saoudite d'une commission anticorruption dirigée par le prince héritier Mohammed ben Salmane Al Saoud ; arrestation dans la soirée de 4 ministres, 11 princes dont peut-être Al-Walid ben Talal ben Abdelaziz Al Saoud, de dizaines d'anciens ministres ; limogeage des chefs de la Garde nationale saoudienne et de la Marine ; immobilisation de jets privés à Djeddah afin d'éviter des fuites hors du territoire[1].
- 5 novembre :
  - élections municipales au Québec ;
  - fusillade de l'église de Sutherland Springs au Texas (États-Unis) ;
  - publication des Paradise Papers.
- 6 novembre au 17 novembre : Conférence de Bonn sur les changements climatiques (COP23) en Allemagne.
- 7 novembre : fin du vote postal australien sur la légalisation du mariage homosexuel, 62 % des votants s'y disent favorables.
- 8 novembre : inauguration du Louvre Abou Dabi.
- 9 novembre : élections législatives aux Îles Malouines.
- 9-10 novembre : à Raleigh en Caroline du Nord, la Flat Earth Society organise la première Conférence internationale sur la Terre plate (FEIC) regroupant plusieurs centaines d'adeptes de la théorie de la «Terre plate» (parmi lesquels le rappeur B.o.B et le basketteur Kyrie Irving)[2].
- 12 novembre :
  - élections législatives en Guinée équatoriale ;
  - second tour de l'élection présidentielle en Slovénie, Borut Pahor est réélu ;
  - en Iran, un séisme dans la province de Kermanshah, à la frontière avec l'Irak fait 630 morts[3],[4], plus de 8 100 blessés[5],[6] et laisse plus de 70 000 personnes sans logement[7].
- 13 novembre : élection présidentielle au Somaliland.
- 14 novembre : Standard & Poor's déclare la dette publique du Vénézuela en défaut partiel.
- Nuit du 14 au 15 novembre : coup d’État au Zimbabwe, le dirigeant Robert Mugabe, son épouse et femme politique Grace Mugabe, et trois ministres sont assignés à résidence.
- 15 novembre :
  - Rick Houenipwela devient Premier ministre des Salomon ;
  - disparition de l'ARA San Juan (S-42) de la Marine argentine ;
  - Salvator Mundi (photo) de Léonard de Vinci devient officiellement l'œuvre la plus chère du monde ;
  - découverte de l'exoplanète susceptible d'héberger la vie Ross 128 b.
- 16 novembre : élections législatives aux Tonga.
- 17 novembre : Rawa, la dernière ville d'Irak occupée par l'État islamique, est reprise par l'armée irakienne.
- 19 novembre :
  - élections législatives et élection présidentielle (1er tour) au Chili ;
  - l'armée arabe syrienne et ses alliés reprennent Boukamal à l'État islamique.
- 20-24 novembre : Coup d'État dans l'autoproclamée République populaire de Lougansk, le président Igor Plotnitski doit fuir à Moscou et est remplacé par son ministre de l'Intérieur, Igor Kornet, et le chef des services secrets de Lougansk, Leonid Passetchnik.
- 21 novembre : Robert Mugabe démissionne de son poste de président du Zimbabwe, Emmerson Mnangagwa lui succède.
- 22 novembre : Ratko Mladić, surnommé « le boucher des Balkans », est condamné à la prison à perpétuité pour crimes de guerre et crimes contre l’humanité par le Tribunal pénal international pour l'ex-Yougoslavie.
- 24 novembre : un attentat dans une mosquée fait 305 morts en Égypte.
- 25 novembre : les îles Revillagigedo au Mexique deviennent parc national, le plus grand d'Amérique du Nord.
- 26 novembre :
  - élections générales au Honduras ;
  - élections législatives au Népal (1re phase) ;
  - la France remporte sa 10e coupe Davis en battant la Belgique à Villeneuve d'Ascq.
  - élection de Miss-Univers. Miss Afrique du Sud (Demi-Leigh Nel Peters) succède à la Française Iris Mittenaere (Miss France 2016).
- 27 novembre : La Commission européenne autorise la prolongation du glyphosate (l’un des composants essentiels de l’herbicide Roundup de Monsanto classé comme cancérigène probable) pour 5 ans.
- 28 novembre : tentative d'assassinat d'Andreas Hollstein, maire CDU d'Altena (Allemagne), par un homme opposé à sa politique pro-réfugiés[8].
- 29 novembre :
  - le cours du bitcoin dépasse la barre des 10 000 $[9].
  - condamné par le TPIY, le criminel de guerre croate Slobodan Praljak se suicide au cyanure en plein tribunal à l’annonce du verdict.
- 30 novembre : Katrín Jakobsdóttir devient Première ministre d'Islande.